# Capela de São Pedro (Ervidel)
A Capela de São Pedro, igualmente conhecida como Ermida de São Pedro, é um edifício histórico na vila de Ervidel, no concelho de Aljustrel, na região do Alentejo, em Portugal.

## Descrição e história
O edifício integra-se principalmente na corrente estilística do maneirismo. Consiste numa capela com planta quadrangular, de configuração centralizada, com um adro elevado em relação à rua, tendo uma escadaria de acesso. A fachada principal está virada para Sul, e é rasgada por por um portal sobreposto por um frontão em argamassa, tendo no topo um campanário ladeado por volutas estilizadas. Na cobertura, destaca-se a cúpula hemisférica. A capela-mor é facial, e enquadra-se num arco abatido, com nicho. A capela situa-se junto à Rua de São Pedro, estando anexada ao edifício da antiga cadeia.
O edifício foi provavelmente construído no século XVI, ou no século XVIII. Na década de 1980, foi alvo de obras de restauro por parte da paróquia.